# Team Capinordic
Das Team Capinordic war ein dänisches Radsportteam, das von 2005 bis 2009 existierte.
Das Team GLS besaß seit 2005 eine Lizenz als Continental Team und nahm hauptsächlich an Rennen der UCI Europe Tour teil. Manager war Tom Breschel, der von den Sportlichen Leitern Jesper Fredsgaard, Brian Dandanell, Claus Holm, Martin Kryger, Rolf Sørensen, Søren Svenningsen und René Wenzel unterstützt wurde. 2009 fuhr die Mannschaft unter dem Namen Team Capinordic. Der Hauptsponsor des Teams zog sich trotz laufenden Vertrags aufgrund der Finanzkrise am Ende der Saison 2009 zurück.

## Saison 2009

### Erfolge in der UCI Europe Tour
In den Rennen der Saison 2009 der UCI Europe Tour gelangen die nachstehenden Erfolge.
| Datum        | Rennen                                       | Kat. | Sieger               |
| ------------ | -------------------------------------------- | ---- | -------------------- |
| 1. März      | 3. Etappe Les 3 Jours de Vaucluse            | 2.2  | Martin Pedersen      |
| 5. April     | Prix de la Ville de Nogent-sur-Oise          | 1.2  | Martin Pedersen      |
| 14. April    | Prolog Tour du Loir-et-Cher                  | 2.2  | Casper Jørgensen     |
| 15. April    | 1. Etappe Tour du Loir-et-Cher               | 2.2  | Jonas Aaen Jørgensen |
| 18. April    | Liège-Bastogne-Liège (U23)                   | 1.2  | Rasmus Guldhammer    |
| 9. Mai       | Scandinavian Race Uppsala                    | 1.2  | Jonas Aaen Jørgensen |
| 22. Mai      | 3. Etappe Olympia’s Tour                     | 2.2  | Christofer Stevenson |
| 3. Juni      | 1. Etappe Ringerike Grand Prix               | 2.2  | Jonas Aaen Jørgensen |
| 14. Juni     | Dänische Meisterschaft – Straßenrennen (U23) | NC   | Rasmus Guldhammer    |
| 18. Juli     | Grand Prix Cristal Energie                   | 1.2  | Martin Pedersen      |
| 16. August   | Antwerpse Havenpijl                          | 1.2  | Jens-Erik Madsen     |
| 5. September | 4. Etappe Slowakei-Rundfahrt                 | 2.2  | Jonas Aaen Jørgensen |
| 6. September | 5. Etappe Slowakei-Rundfahrt                 | 2.2  | Jonas Aaen Jørgensen |

### Zugänge – Abgänge
| Zugänge            | Team 2008                       | Abgänge             | Team 2009                       |
| ------------------ | ------------------------------- | ------------------- | ------------------------------- |
| Lucas Persson      | Cycle Collstrop                 | Brian Vandborg      | Liquigas                        |
| Troels Vinther     | Cycle Collstrop                 | Michael Mørkøv      | Saxo Bank-IT Factory            |
| Rasmus Guldhammer  | Designa Køkken                  | Glenn Bak           | Team Løgstør-Cycling for Health |
| Thomas Guldhammer  | Designa Køkken                  | Roy Hegreberg       | Sparebanken Vest                |
| Jens Erik Madsen   | Designa Køkken                  | Mikkel Schiøler     | Team Concordia                  |
| Daniel Kreutzfeldt | Energy Fyn                      | Peter Riis Andersen | Doping                          |
| Morten Høberg      | Team Løgstør-Cycling for Health | Thomas Kristiansen  | Unbekannt                       |
| Kristian Sobota    | Team Løgstør-Cycling for Health | Jacob Moe Rasmussen | Unbekannt                       |
| Fredrik Ericsson   | Cykelcity.se                    | Morten Reckweg      | Unbekannt                       |
| Andreas Lindén     | Neoprofi                        |                     |                                 |

### Mannschaft
| Name                 | Geburtstag         | Nationalität | Team 2010                            |
| -------------------- | ------------------ | ------------ | ------------------------------------ |
| Nikola Aistrup       | 22. August 1987    | Dänemark     | Team Concordia Forsikring-Himmerland |
| Fredrik Ericsson     | 18. September 1978 | Schweden     |                                      |
| Rasmus Guldhammer    | 9. März 1989       | Dänemark     | Team Columbia-HTC                    |
| Thomas Guldhammer    | 31. Juli 1987      | Dänemark     | Energi Fyn                           |
| Morten Høberg        | 8. März 1988       | Dänemark     | Team Concordia Forsikring-Himmerland |
| Casper Jørgensen     | 20. August 1985    | Dänemark     | Designa Køkken-Blue Water            |
| Jonas Aaen Jørgensen | 20. April 1986     | Dänemark     | Team Saxo Bank                       |
| Daniel Kreutzfeldt   | 19. November 1987  | Dänemark     | Designa Køkken-Blue Water            |
| Andreas Lindén       | 14. September 1989 | Schweden     |                                      |
| Jens Erik Madsen     | 30. März 1981      | Dänemark     | Designa Køkken-Blue Water            |
| Kristoffer Nielsen   | 20. Mai 1985       | Dänemark     |                                      |
| Niki Østergaard      | 21. Januar 1988    | Dänemark     | Glud & Marstrand-LRØ Rådgivning      |
| Martin Pedersen      | 15. April 1983     | Dänemark     | Footon-Servetto                      |
| Lucas Persson        | 16. März 1984      | Schweden     |                                      |
| Thomas Riber         | 29. März 1987      | Dänemark     | Team Concordia Forsikring-Himmerland |
| Kristian Sobota      | 1. Juni 1988       | Dänemark     | Team Concordia Forsikring-Himmerland |
| Christofer Stevenson | 25. April 1982     | Schweden     | Sparebanken Vest-Ridley              |
| Troels Vinther       | 24. Februar 1987   | Dänemark     | Glud & Marstrand-LRØ Rådgivning      |

## Platzierungen in UCI-Ranglisten
UCI Africa Tour
| Saison | Mannschaftswertung | Fahrerwertung |
| ------ | ------------------ | ------------- |
| 2008   | 20.                |               |
| 2009   | -                  | -             |

UCI America Tour
| Saison | Mannschaftswertung | Fahrerwertung               |
| ------ | ------------------ | --------------------------- |
| 2009   | 29.                | Christofer Stevenson (215.) |

UCI Asia Tour
| Saison | Mannschaftswertung | Fahrerwertung        |
| ------ | ------------------ | -------------------- |
| 2009   | 40.                | Lucas Persson (147.) |

UCI Europe Tour
| Saison | Mannschaftswertung | Fahrerwertung         |
| ------ | ------------------ | --------------------- |
| 2009   | 14.                | Martin Pedersen (12.) |